# Felix Möller (Fußballspieler)
Felix Möller (* 13. August 1966) ist ein ehemaliger deutscher Fußballspieler, der im Jahr 1986 für Hannover 96 in der Fußball-Bundesliga spielte.

## Karriere
Möller spielte in der Jugend des Suchsdorfer SV, 1981 wechselte er in den Nachwuchs von Holstein Kiel. Für die bundesdeutschen Jugendnationalmannschaften bestritt er unter Berti Vogts in den Altersklassen U16 und U18 insgesamt fünf Länderspiele.

### Hannover 96
Möller spielte ab März 1986 für Hannover 96 in der Bundesliga, Saison 1985/86, wo er 8 Ligaspiele absolvierte und bereits bei seinem Bundesligadebüt am 1. März 1986, dem 25. Spieltag, im Auswärtsspiel beim 1. FC Saarbrücken, das Hannover mit 2:1 verlor, von Schiedsrichter Karl-Josef Assenmacher seine einzige Gelbe Karte der Saison erhielt. In der darauffolgenden Saison, 1986/87, spielte Möller aufgrund des von den Hannoveranern nur erreichten 18. und damit letzten Tabellenplatzes 1985/86 in der Bundesliga und dem damit infolge stehenden Abstieg in die Zweitklassigkeit in der 2. Bundesliga, wo er Stammspieler war und in 28 Spielen eingesetzt wurde, in denen er ein Tor erzielen konnte, am 21. März 1987, dem 25. Spieltag, in der 39. Minute des Auswärtsspiels bei Fortuna Köln, welches mit einem 1:1-Unentschieden endete. Am Ende der Saison stand Hannover auf dem 1. Tabellenplatz, wodurch sie ab der darauffolgenden Saison wieder in der erstklassigen Bundesliga spielten. Im Sommer 1987 verließ er jedoch den Verein. In seiner Zeit bei Hannover wurde er auch in einem Spiel des DFB-Pokals in der Saison 1986/87 eingesetzt, im Achtelfinale gegen die Stuttgarter Kickers, welches mit 2:0 verloren ging.

### Holstein Kiel
Nachdem er schon von 1981 bis 1985 vor seinem Wechsel zu Hannover 96 für Holstein Kiel gespielt hatte, kehrte er 1987 wieder nach Kiel zurück und blieb dort bis 1990. Von 1991 bis 1996 spielte er dann noch einmal dort.

### SV Lurup
Bevor er am 1. Juli 2001 seine Karriere beendete, spielte er in der Saison 01/02 noch für den SV Lurup.

## Erfolge
- Zweitliga-Meister: 1987
- Aufstieg in die Bundesliga: 1987